# Bandera de Alta Silesia
La bandera de la Alta Silesia es el símbolo de esta región polaca. Es una bicolor de oro y azul.
La bandera consta de dos franjas horizontales. Los colores de la bandera hacen referencia al escudo de armas de la Alta Silesia, lo que significa que según las reglas de la heráldica el color dorado del águila está en la parte superior y el color de fondo azul está en la parte inferior.
También se utilizó una bandera idéntica para el voivodato de Opole hasta 2006. El voivodato de Silesia también utiliza los colores oro y azul. La bandera gubernamental del voivodato de Silesia es un estandarte de armas con un águila en un campo azul.
Banderas similares que también poseen los colores dorado y azul son las banderas de las ciudades de Opole y Katowice. Los colores nacionales se utilizaron junto con el escudo de armas de la provincia de Alta Silesia.

Disposición vertical de la bandera de Alta Silesia

Es un símbolo popular del Movimiento por la Autonomía de Silesia.

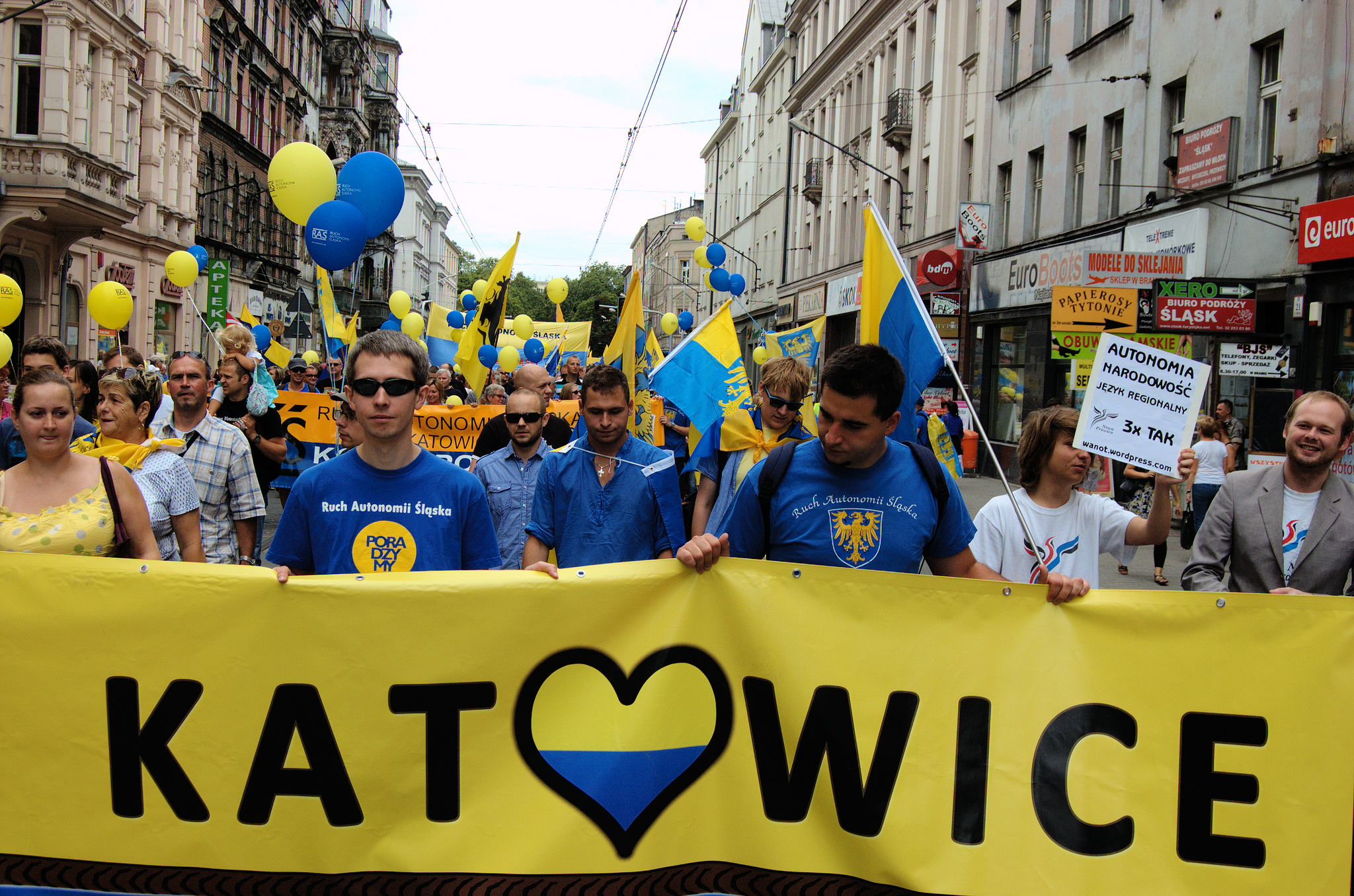
Sexta marcha por la autonomía en Silesia
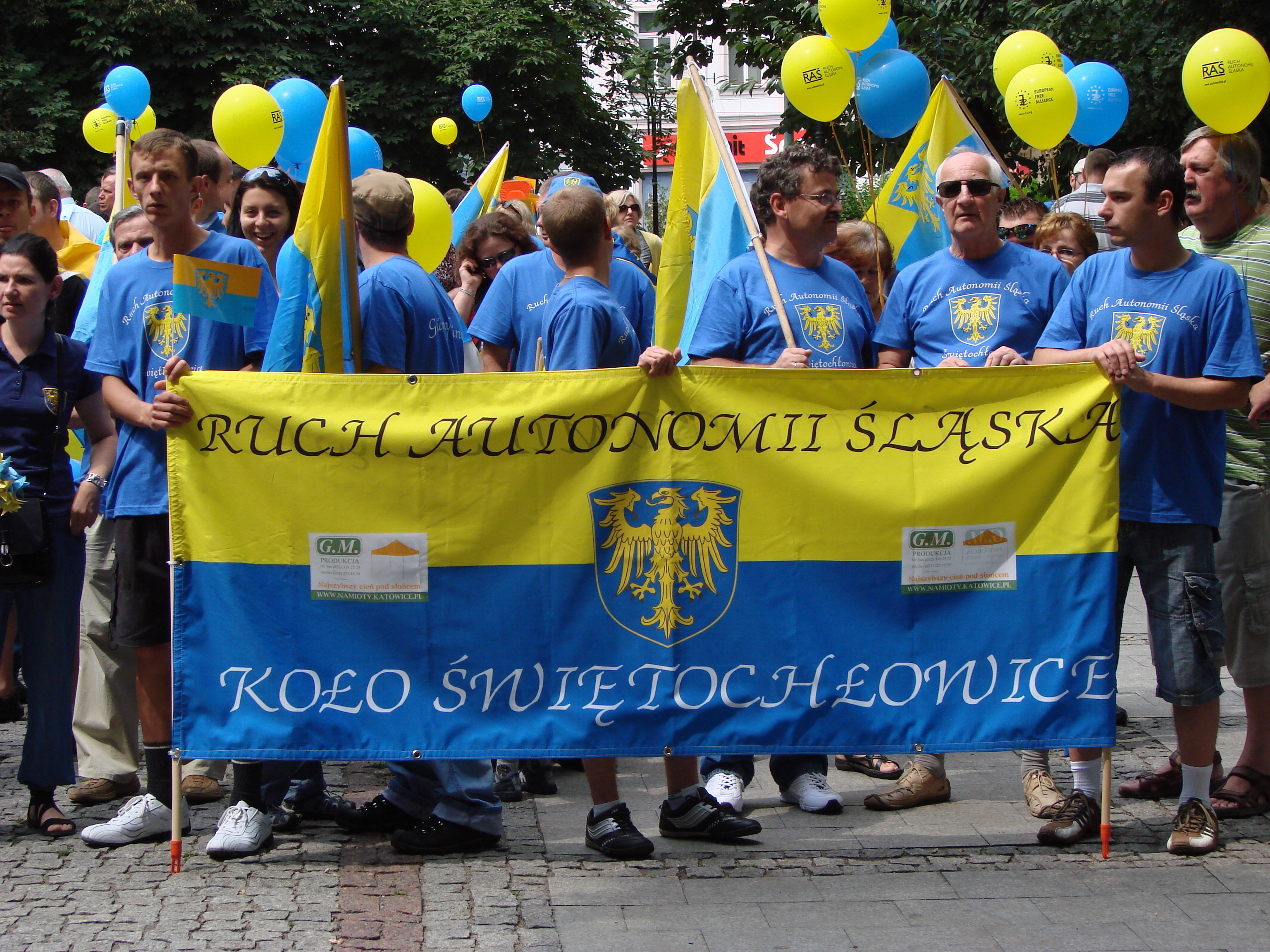
Quinta marcha por la autonomía en Silesia